# سهره چابک هاوایی
سهره چابک هاوایی (نام علمی: Loxops coccineus) نام یک گونه از سرده سهره‌های چابک است.